# Dieter Muscheid
Dieter Muscheid (* 15. Mai 1943 in Koblenz; † 2. März 2015 in Nassau) war ein deutscher Politiker (SPD).

## Leben und Beruf
Muscheid war Richter beim Amtsgericht Koblenz. Von 1979 bis 1999 gehörte er über fünf Wahlperioden dem Landtag Rheinland-Pfalz an. 1991 gewann er dabei das Direktmandat im Wahlkreis Koblenz und vertrat damit die linksrheinischen Stadtteile von Koblenz. Parallel dazu war er auch Mitglied des Koblenzer Stadtrats und dort Fraktionsvorsitzender der SPD. In Koblenz war er Dezernent für das Ordnungsamt sowie für Brand- und Katastrophenschutz, ferner Vorsitzender der Entsorger und Dezernent für Sport, Jugend und Soziales. Von 1999 bis 2007 war Muscheid Bürgermeister in Koblenz. 2010 ehrte ihn der SPD-Ortsverein Lützel für 40 Jahre Mitgliedschaft. Nach langer, schwerer Krankheit starb er am 2. März 2015 in einem Krankenhaus in Nassau.
Muscheid war verheiratet und hatte zwei Töchter sowie einen Stiefsohn.